# Dicnemoloma celebesiae
Dicnemoloma celebesiae là một loài rêu trong họ Dicranaceae. Loài này được Broth. Renauld mô tả khoa học đầu tiên năm 1909.